# Carolyn Omine

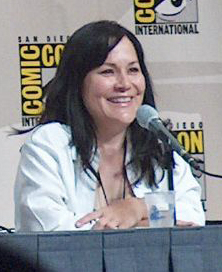
Omine in 2008

Carolyn Omine is een Amerikaans scenarioschrijver. Ze heeft geschreven voor Full House, The Parent 'Hood en The Simpsons.

## "The Simpsons" afleveringen
Omine heeft meegeschreven aan de volgende afleveringen van The Simpsons.
- "Little Big Mom"
- "Treehouse of Horror XI"
- "The Great Money Caper"
- "Treehouse of Horror XII"
- "Sweets and Sour Marge"
- "Strong Arms of the Ma"
- "Smart and Smarter"
- "A Star Is Torn"
- "Ice Cream Of Margie (With The Light Blue Hair)"
- "The Homer of Seville"
- "Dial 'N' for Nerder"